# Gornja Stranica
Gornja Stranica is een plaats in de gemeente Ribnik in de Kroatische provincie Karlovac. De plaats telt 3 inwoners (2001).